# 폴 하트먼

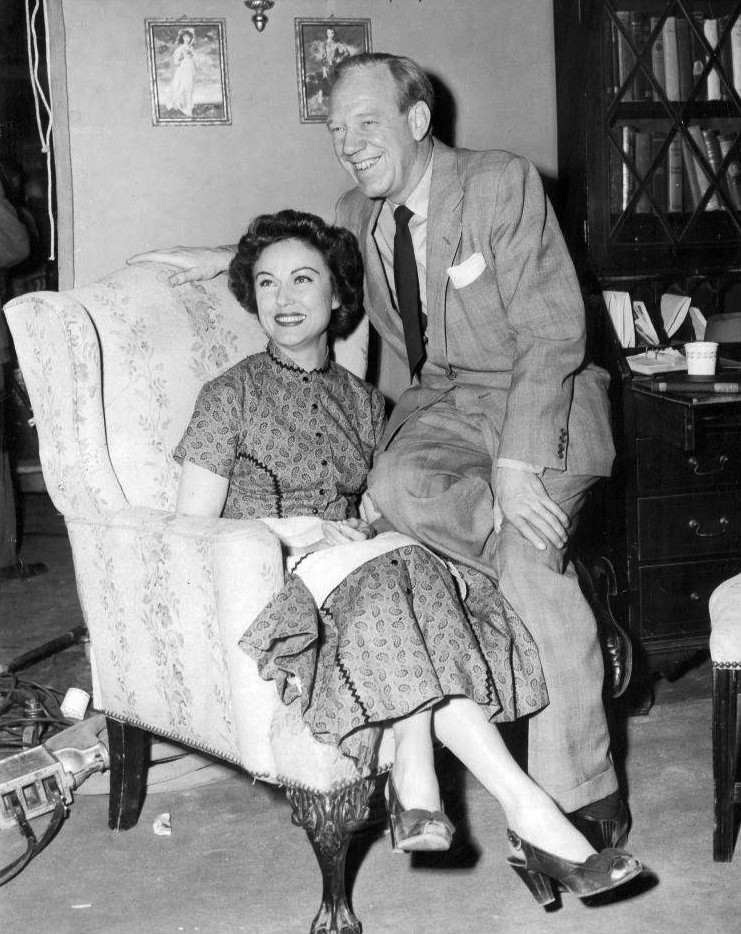
1953년, 페이 레이와 함께 있는 폴 하트먼의 모습

폴 하트먼(Paul Hartman, 1904년 3월 1일 ~ 1973년 10월 2일)은 미국의 배우, 연극 배우, 텔레비전 배우이다.
1904년 샌프란시스코에서 태어났으며 1973년 로스앤젤레스에서 심근 경색으로 사망하였다.

## 영화
- 성공시대 (1967년)
- 도즈 캘로웨이스 (1965년)
- 스릴 오브 잇 올 (1963년)
- 빗속의 병사 (1963년)
- 스튜디오 원 (1948년)
- 하이어 앤 하이어 (1943년)
- 써니 (1941년)